# Prototype 2
Prototype 2は、カナダのゲーム開発会社Radical Entertainmentのコンピュータゲームであり、Prototypeの続編にあたる。このゲームは2012年4月24日にリリースされた。

## あらすじ
ジェームズ・ヘラーは、ニューヨーク壊滅の際、家族を感染者によって殺害された。
そんな中、彼は前作の主人公アレックスと出会い、Blacklightウイルスを注入されたことがきっかけで、超人的な力を手に入れた。

## 登場人物
ジェームズ・ヘラー（James Heller）
元軍人で階級は軍曹。妻と娘を感染者に殺され、騒動の原因であるアレックス・マーサーに異常なまでに執着している。「レッドゾーン」での任務中にアレックス・マーサーに遭遇、追跡中にアレックスにBlacklightウイルスを注入され超人的な力を手に入れる。アレックスから今回の騒動はBlackWatchが計画した事を教えられ、真相を知るためにBlackWatchを探っていく。
アレックス・マーサー（Alex J.Mercer）
前作の主人公でBlackWatchからは「ゼウス」と呼ばれている。Blacklightの企みを阻止し壊滅させるためにもヘラーに協力を求める。
ルイス・グエラ神父（Father Luis Guerra）
教会の神父でヘラーの協力者。様々な情報をヘラーに教えサポートする。
ダグラス・ルークス大佐（Col. Douglas Rooks）
NYのBlack Watch総司令官。
クリント・ライリー中尉（Lt. Clint Riley）
ルークス大佐の部下。
アントン・ケーニッヒ博士（Anton Koenig）
Blacklightウイルスの研究者。GENTEK職員。
アテナ（Athena）
グエラ神父に協力するレジスタンスの一員。腕利きのハッカー。正体はアレックスの妹のデイナ・マーサー（Dana Mercer）。
コレット・ヘラー（Colette Heller）
ジェイムズの妻。
マヤ・ヘラー（Amaya Heller）
ジェイムズの娘。